# Erangis
Erangis (lat. Aerangis), rod epifitnih trajnica iz porodice kaćunovki. Postoji pedesetak vrsta raširenih uglavnom po afričkom kontinentu, te na Madagaskaru, Komorima, Réunionu, i najistočnije na Šri Lanki.

## Vrste
1. Aerangis alcicornis (Rchb.f.) Garay
2. Aerangis appendiculata (De Wild.) Schltr.
3. Aerangis arachnopus (Rchb.f.) Schltr.
4. Aerangis articulata (Rchb.f.) Schltr.
5. Aerangis biloba (Lindl.) Schltr.
6. Aerangis bouarensis Chiron
7. Aerangis boutonii (Rchb.f.) P.J.Cribb & Carlsward
8. Aerangis brachycarpa (A.Rich.) T.Durand & Schinz
9. Aerangis calantha (Schltr.) Schltr.
10. Aerangis carnea J.Stewart
11. Aerangis × chirioana Bellone & Chiron
12. Aerangis citrata (Thouars) Schltr.
13. Aerangis collum-cygni Summerh.
14. Aerangis concavipetala H.Perrier
15. Aerangis confusa J.Stewart
16. Aerangis coriacea Summerh.
17. Aerangis coursiana (H.Perrier) P.J.Cribb & Carlsward
18. Aerangis cryptodon (Rchb.f.) Schltr.
19. Aerangis decaryana H.Perrier
20. Aerangis distincta J.Stewart & la Croix
21. Aerangis divitiflora (Schltr.) P.J.Cribb & Carlsward
22. Aerangis ellisii (B.S.Williams) Schltr.
23. Aerangis fastuosa (Rchb.f.) Schltr.
24. Aerangis flexuosa (Ridl.) Schltr.
25. Aerangis fuscata (Rchb.f.) Schltr.
26. Aerangis gracillima (Kraenzl.) J.C.Arends & J.Stewart
27. Aerangis gravenreuthii (Kraenzl.) Schltr.
28. Aerangis hariotiana (Kraenzl.) P.J.Cribb & Carlsward
29. Aerangis hildebrandtii (Rchb.f.) P.J.Cribb & Carlsward
30. Aerangis hologlottis (Schltr.) Schltr.
31. Aerangis humblotii (Rchb.f.) P.J.Cribb & Carlsward
32. Aerangis hyaloides (Rchb.f.) Schltr.
33. Aerangis × isobyliae J.M.H.Shaw
34. Aerangis jacksonii J.Stewart
35. Aerangis kirkii (Rchb.f.) Schltr.
36. Aerangis kotschyana (Rchb.f.) Schltr.
37. Aerangis lacroixiae J.M.H.Shaw
38. Aerangis luteoalba (Kraenzl.) Schltr.
39. Aerangis macrocentra (Schltr.) Schltr.
40. Aerangis maireae la Croix & J.Stewart
41. Aerangis megaphylla Summerh.
42. Aerangis modesta (Hook.f.) Schltr.
43. Aerangis monantha Schltr.
44. Aerangis montana J.Stewart
45. Aerangis mooreana (Rolfe ex Sander) P.J.Cribb & J.Stewart
46. Aerangis mystacidii (Rchb.f.) Schltr.
47. Aerangis oligantha Schltr.
48. Aerangis pallidiflora H.Perrier
49. Aerangis × primulina (Rolfe) H.Perrier
50. Aerangis pulchella (Schltr.) Schltr.
51. Aerangis punctata J.Stewart
52. Aerangis rostellaris (Rchb.f.) H.Perrier
53. Aerangis seegeri Senghas
54. Aerangis somalensis (Schltr.) Schltr.
55. Aerangis spiculata (Finet) Senghas
56. Aerangis splendida J.Stewart & la Croix
57. Aerangis stelligera Summerh.
58. Aerangis stylosa (Rolfe) Schltr.
59. Aerangis thomsonii (Rolfe) Schltr.
60. Aerangis ugandensis Summerh.
61. Aerangis verdickii (De Wild.) Schltr.